# Anti Selart
Anti Selart (* 11. August 1973 in Tallinn, Estnische SSR) ist ein estnischer Historiker. Er ist seit 2009 Professor für mittelalterliche Geschichte an der Universität Tartu. Seit 2002 ist er Doktor der Geschichte.
Selart beschäftigt sich mit der Geschichte des mittelalterlichen Livland, speziell mit den russisch-livländischen Beziehungen und den Kreuzzügen des Deutschen Ordens in Livland im 13. Jahrhundert.

## Werke
- Eesti idapiir keskajal. Magisterarbeit in Estnisch. Tartu Ülikooli Kirjastus, Tartu 1998.
- Liivimaa ja Vene 13. sajandil: uurimus poliitilisest ajaloost. Doktorarbeit in Estnisch. Tutoren: Jüri Kivimäe und Mati Laur. Tartu Ülikooli Kirjastus, Tartu 2002.
  - Livland und die Rus’ im 13. Jahrhundert (= Quellen und Studien zur baltischen Geschichte, Band 21, ISSN 0930-9020). Böhlau, Köln / Weimar / Wien 2002, 2007, ISBN 3-412-16006-7 (Dissertation Universität Tartu (Estland) 2002, VIII, 373 Seiten, Kt. 24 cm, übersetzt aus dem Estnisch Inhaltsverzeichnis, Inhalt).
- Zur Geschichte der Russen im Livland um die Wende des 15. zum 16. Jahrhundert. Der Vorwand zur Schließung des St. Peterhofes in Novgorod im Jahr 1494. In: Norbert Angermann (Hrsg.): Städtisches Leben im Baltikum zur Zeit der Hanse. Zwölf Beiträge zum 12. Baltischen Seminar (= Schriftenreihe Baltische Seminare, Band 10). Carl-Schirrwen-Gesellschaft, Lüneburg 2003, ISBN 978-3-923149-44-5.
- Die Kreuzzüge in Livland Mitte des 13. Jahrhunderts und das dänische Königshaus. In: Narva und die Ostseeregion. Beiträge der II Internationalen Konferenz über die politischen und kulturellen Beziehungen zwischen Russland und der Ostseeregion (Narva, 1.-3. Mai 2003) = Narva and the Baltic Sea Region. Papers presented at the II International Conference on Political and Cultural Relations between Russia and the Baltic Region States (Narva, 1-3 May 2003). Tartu Ülikooli Narva Kolledž, Narva 2004.
- „Dorpater Zins“ und die Dorpat-Pleskauer Beziehungen im Mittelalter. In: Bernhart Jähnig, Klaus Militzer (Hrsg.): Aus der Geschichte Alt-Livlands. Festschrift für Heinz von zur Mühlen zum 90. Geburtstag (= Baltische Historische Kommission: Schriften der Baltischen Historischen Kommission, Band 12). Lit Münster, 2004. ISBN 3-8258-8066-4
- Steinkuhl und Zabolockij. Ein Kommentar zur Chronik Johann Renners. In: Estland und Russland. Aspekte der Beziehungen beider Länder. In: Hamburger Beiträge zur Geschichte des östlichen Europa. Band 11, München 2005, S. 9–30.
- Fürst Konstantin von Polock und die Geschichte Livlands im dritten Viertel des 13. Jahrhunderts. In: Forschungen zur baltischen Geschichte. Humaniora historica der Universität Tartu. Band 1, Tartu 2006, S. 29–44. ISSN 1736-4132